# I. e. 1552
I. e. 1552. november 3-án Egyiptomban részleges napfogyatkozás volt.